# Arne Stæhr Johansen
Arne Peter Stæhr Johansen (3. april 1907 i København – 3. juni 1995) var en dansk borgmester i Frederiksberg Kommune 1950-1954 og 1958-1978 valgt for Det Konservative Folkeparti. Han blev kaldt ”Stæhren”.
Frederiksbergs mangeårige borgmester, der også sad i Folketinget, fik i 1955 ophævet sin parlamentariske immunitet. Han var mistænkt for bedrageri, forsøg på bedrageri og dokumentfalsk i en byggeskandale i forbindelse med byggeriet af højhuset Domus Vista.
Han embedsperiode var præget af et bybillede under forandring og mange nedrivninger. Mange steder blev der planlagt voldsomme gadegennembrud eller gadeudvidelser, og eksempelvis H.C. Ørsteds Vej bærer præg af de kuldsejlede visioner. Andre steder blev der planlagt boligbebyggelser i stor skala og som højhuse, eksempelvis langs Vodroffsvej ved Søerne, hvor bebyggelsen oprindelig skulle have været helt ryddet og erstattet af højhuse. Codanhus er et rudiment af denne vision. Roskildevej fik højhuse i form af Domus Vista og andre bebyggelser, og en villavej som Platanvej blev konverteret til højhusområde.
Arkitekten Ole Hagen, der selv var fast arkitekt for Det Konservative Folkeparti og partimedlem, var ofte manden bag de mere eksklusive boliger, mens Thorvald Dreyer stod for meget af det Lejerbo-byggeri, der også fik plads på Frederiksberg, f.eks. på Howitzvej.
I 1976 organiserede Akademisk Arkitektforening et fakkeltog som protest mod nedrivningen af Henning Wolffs hovedværk, Kongens Bryghus på Vodroffsvej, men protesterne gjorde ikke indtryk på Stæhr Johansen, og nedrivningen blev gennemført. I dag ligger der VIBOs lejeboliger på grunden.

## Eksterne Henvisninger
- Arne Stæhr Johansen på gravsted.dk
- Video med Borgmester Stæhr Johansens tale ved indvielsen af det nye rådhus på Frederiksberg i 1953 Arkiveret 4. marts 2016 hos  Wayback Machine

|  | Artiklen om politikeren Arne Stæhr Johansen kan blive bedre, hvis der indsættes et (bedre) billede. Du kan hjælpe ved at afsøge Wikimedia Commons for et passende billede eller uploade et godt billede til Wikimedia Commons iht. de tilladte licenser og indsætte det i artiklen. |